# ジョン・ウィリアム・カズン
ジョン・ウィリアム・カズン（John William Cousin、1849年 – 1910年）は、イギリスの著作家、編集者、伝記作家。父ウィリアム・カズン (William Cousin) と母アン・ロス・カズンの間に生まれた6人きょうだいのひとりであり、母は聖歌の作詞家としてスコットランドでは広く知られた人物であった。カズンは、アクチュアリー（保険数理士）の団体ファカルティ・オブ・アクチュアリーズのフェローであり、エディンバラ・アクチュアリー協会 (Actuarial Society of Edinburgh) の書記でもあり、1907年にはヘンリー・ワズワース・ロングフェローの詩『エヴァンジェリン (Evangeline)』を校訂し、序文を付けて出版した。
しかし、カズンはもっぱら、多数の作家や文学関係者の評伝を収録し、1910年にJ・M・デントからエブリマンズ・ライブラリーの1冊として初版が出版された『A Short Biographical Dictionary of English Literature』の編集者として名が知られていた。カズンの業績の大部分は、後にデヴィッド・クロイトン・ブラウニング (David Clayton Browning) が『Everyman's Dictionary of Literary Biography』を編纂する際に流用され、1958年に初版が出て、1960年代、1970年代を通して版が重ねられた。

## おもな著作
- Evangeline (1907) - ヘンリー・ワズワース・ロングフェローの詩の校訂版
- A Short Biographical Dictionary of English Literature (1910)